# Tatuy

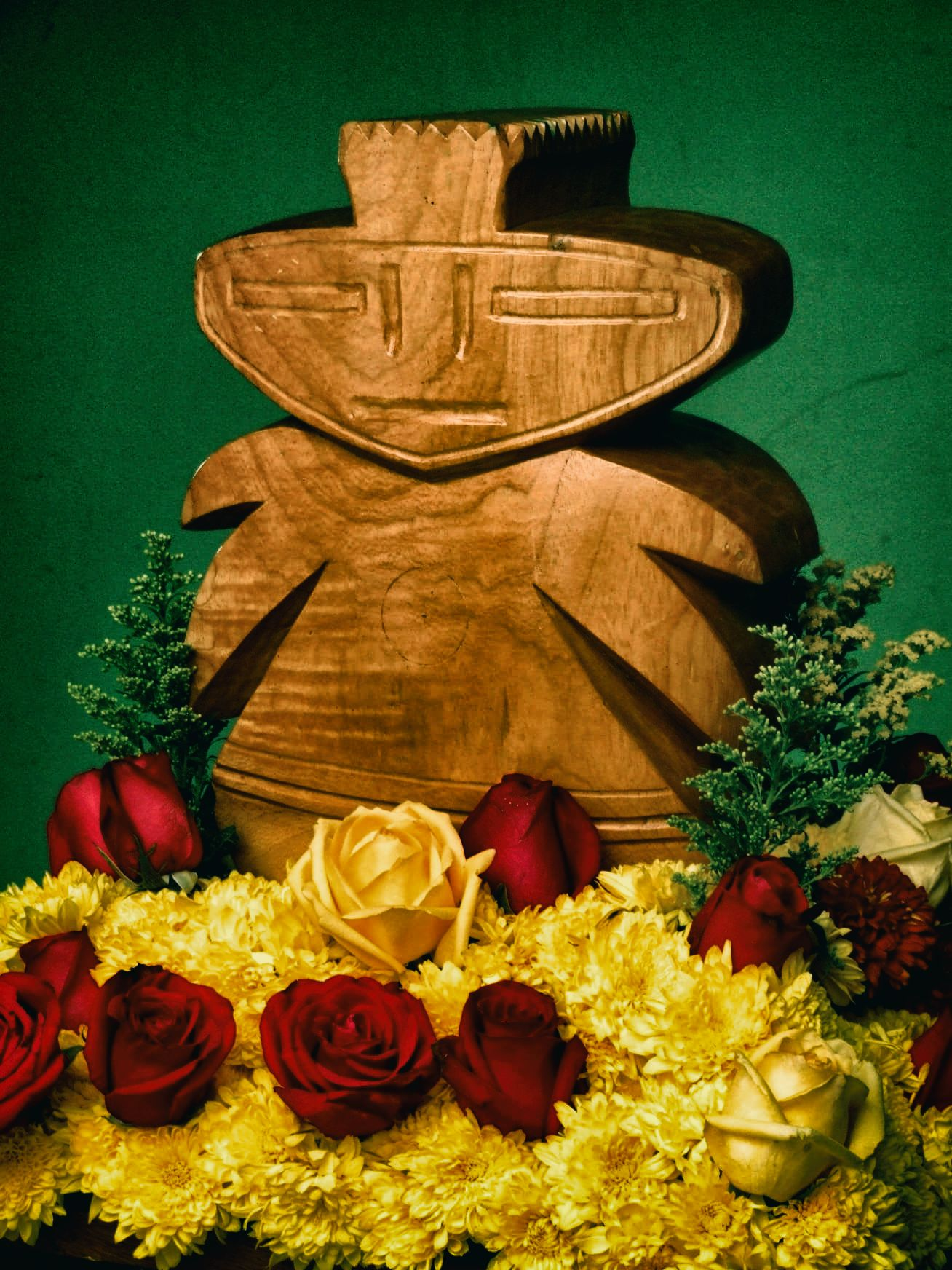
El "Ches Tatuy" es una Deidad de los indígenas "Mucus" antiguos pobladores de Mérida Venezuela.

Tatuy es uno de los grupos indígenas que pobló antiguamente lo que es hoy el estado Mérida en Venezuela alrededor del año 1558. Esta cultura posee un antiguo origen, ya que Tatuy significa "lo más antiguo". De ahí proviene la palabra Taita, que quiere decir Padre o Abuelo, el concepto que ellos tenían de sí mismos respecto a los demás indígenas de América.
Este grupo indígena, también denominado "Mucus", fue contactado por el colonizador Español Juan Rodríguez Suárez en su expedición a la Sierra Nevada de Mérida el 9 de octubre de 1558, fecha de la fundación hispana de la ciudad. Del mestizaje de los indígenas Tatuy y los conquistadores europeos proceden los merideños actuales. 